# واوبن (مینه‌سوتا)
واوبن، مینه‌سوتا (به انگلیسی: Waubun, Minnesota) یک شهر در ایالات متحده آمریکا است که در Mahnomen County واقع شده‌است.

## خصوصیات
واوبن ۱٫۳۲ کیلومترمربع مساحت و ۴۰۰ نفر جمعیت دارد و ۳۷۸ متر بالاتر از سطح دریا واقع شده‌است.